# 关门山水库 (本溪)
关门山水库，位于中华人民共和国辽宁省本溪满族自治县境内，是小汤河干流上一座中型水库。工程于1986年开工，1991年竣工。水库总库容7661万立方米，兴利库容5480万立方米。大坝为中国第一座建成并投入使用的混凝土面板堆石坝，坝高58.5米，坝长183.6米，坝址以上集水面积168平方千米，水库水面200公顷。水库电站装机容量1520千瓦。坝址处有两座山峰，形状如门，故称“关门山”。水库沿岸景色壮丽，为国家4A级旅游景区。